# شاخ‌چنگی (سرده)
شاخ‌چنگی (سرده) (نام علمی: Damaliscus) نام یک سرده از زیرخانواده گاوگوزنیان است.